# International Alliance of Libertarian Parties
L'International Alliance of Libertarian Parties (acronimo: IALP; lett. "Alleanza Internazionale dei Partiti Libertari") è un'alleanza internazionale di partiti libertari, il cui obbiettivo è la promozione delle politiche libertariane e delle libertà individuali a livello internazionale.
Alla Convenzione Nazionale Libertariana del 2014 negli Stati Uniti, l'ex presidente del Libertarian National Committee Geoff Neale è stato nominato per aiutare nella creazione di un'alleanza mondiale di partiti libertariani. Il 6 marzo 2015, lo IALP venne formato con nove membri fondatori. Al 2020, lo IALP ha 21 membri.

## Membri
| Paese           | Partito                                          | Governo | Risultato alle ultime elezioni nazionali            |
| --------------- | ------------------------------------------------ | --- | --------------------------------------------------- |
| Australia       | Partito Liberal Democratico                      | a livello nazionale: extraparlamentare; a livello statale: crossbench con 2 seggi al Consiglio legislativo del Victoria e 1 seggio al Consiglio legislativo dell'Australia occidentale                       | 0,24% (Camera) 1,16% (Senato)                       |
| Belgio          | Parti Libertarien                                | a livello nazionale: extraparlamentare; a livello provinciale: 1,29% con gli Indépendants in Brabante Vallone e 0,19% in Namur                                                                               | Non presente alle ultime elezioni                   |
| Canada          | Partito Libertario                               | a livello nazionale: extraparlamentare; a livello provinciale: vedi Partito Libertario della Columbia Britannica, dell'Ontario e Partito Atlantico in Nuova Scozia                                           | 0,05% (nazionale) 0,60% (rispetto a dove candidato) |
| Colombia        | Libertario (Daniel Raisbeck)                     | a livello nazionale: extraparlamentare; a livello regionale: 0,74% a Bogotà | Non presente alle ultime elezioni                   |
| Repubblica Ceca | Svobodní                                         | a livello nazionale: extraparlamentare; a livello regionale: 2 seggi nei consigli regionali; a livello locale: 101 seggi nei consigli locali.                                                                | 1,56%                                               |
| Francia         | Parti Libertarien                                | a livello nazionale: extraparlamentare; a livello regionale: nell'Île-de-France, nella lista "Aux urnes citoyens": 0,76%                                                                                     | Non presente alle ultime elezioni                   |
| Germania        | Partei der Vernunft                              | a livello nazionale: extraparlamentare. | 0,00% (presente solo in Saarland)                   |
| Italia          | Movimento Libertario                             | a livello nazionale: extraparlamentare. | Non presente alle ultime elezioni                   |
| Costa d'Avorio  | Liberté et Démocratie pour la République (LIDER) | a livello nazionale: extraparlamentare | 0,11% (presidenziali) 0,15% (parlamentari)          |
| Paesi Bassi     | Libertarische Partij                             | a livello nazionale: extraparlamentare; a livello provinciale (2015, presente in 5 province): 0,08%; a livello comunale (2018, presente in 3 comuni): 1,5% a Stichtse Vecht, 1% a Dalfsen e 1,6% a Rijswijk. | 0,01%                                               |
| Norvegia        | Liberalistene                                    | a livello nazionale: extraparlamentare; a livello delle contee: media dello 0,3% | 0,2%                                                |
| Polonia         | KORWiN                                           | a livello nazionale: 5 seggi alla Camera dei deputati all'opposizione; a livello regionale: 1,59%, nessun seggio (elezioni del 2018); a livello comunale: 3 seggi.                                           | 6,81% (nella Confederazione Libertà e Indipendenza) |
| Portogallo      | Partido Libertário                               | a livello nazionale: extraparlamentare (non ancora registrato alla Corte costituzionale). | Non presente alle ultime elezioni                   |
| Russia          | Libertarianskaya Partiya Rossii                  | a livello nazionale: extraparlamentare; a livello locale: ha o ha avuto due consiglieri municipali, uno a Mosca e uno nell'Oblast' di Mosca.                                                                 | Non presente alle ultime elezioni                   |
| Scozia          | Scottish Libertarian Party                       | a livello nazionale: extraparlamentare; a livello locale (2019, presente in un comune): 0,9% a Kilmarnock e Loudoun                                                                                          | 0,1% (presente in 4 regioni elettorali)             |
| Sudafrica       | Libertarian Party of South Africa                | a livello nazionale: extraparlamentare. | Non presente alle ultime elezioni                   |
| Spagna          | Partido Libertario                               | a livello nazionale: extraparlamentare | 0,005% (presente in 3 province)                     |
| Svezia          | Klassiskt Liberala Partiet                       | a livello nazionale: extraparlamentare a livello di contee e locale: 0,01% | 0,02%                                               |
| Svizzera        | Partito Libertario                               | a livello nazionale: extraparlamentare | Non presente alle ultime elezioni                   |
| Regno Unito     | Libertarian Party                                | a livello nazionale: extraparlamentare | 0,005%                                              |
| USA             | Partito Libertario                               | a livello nazionale:extraparlamentare a livello locale: 230 eletti | 3,28%                                               |